# Chrysommata
Chrysommata is een kevergeslacht uit de familie van de boktorren (Cerambycidae). De wetenschappelijke naam van het geslacht werd voor het eerst geldig gepubliceerd in 2003 door Peñaherrera & Tavakilian.

## Soorten
Chrysommata omvat de volgende soorten:
- Chrysommata keithi (Tavakilian & Peñaherrera, 2003)
- Chrysommata lauracea (Peñaherrera & Tavakilian, 2003)